# 姜王后
姜王后，宋代《全相武王伐纣平话》和明代《封神演义》中商纣王的王后。太子殷郊和殷洪之母，妲己死敌，商紂王所冊封的第一個王后，為東伯侯姜桓楚之女，與紂王育有二子殷洪、殷郊。妲己入宮後用計陷害最終致使姜王后慘死，姜王后死後封為群星正神中的太阴星。

## 生平
姜王后是东伯侯姜桓楚之女，美貌非凡，生下兒子殷郊、殷洪。当时妲己因姿色妖豔，刚選进宮，尊為貴妃，與姜氏不熟，但几个月后便认识了。两年后，姜氏封为王后，引起妲己的嫉妒，因此妲己便展开一连串的陰謀來陷害姜王后。

## 贬为貴妃
姜氏被妲己陷害后，被商纣王贬为貴妃，并打入冷宫，姜氏被打入冷宫后，妲己受宠，而姜氏却孤独地在冷宫。她的两个兒子殷郊和殷洪向商纣王禀明一切，但纣王卻聽信妲己讒言，不听兒子的諫言，反而杖打两位太子。

## 封后
两个月后，殷氏（李靖之妻）在商王面前说出姜氏的优点，商王听了后，便释放了姜氏。当晚，商纣王便又封姜氏为王后。

## 死因
有一次，妲己借著酒意与纣王去微服出巡，两个时辰后，便骑马回来，之后，蘇貴妃杖打姜王后三十大板，打入冷宫，姜王后為了证明自己根本没有错，于是，她便飞鸽传书给李靖之妻殷氏，殷氏看了后便立刻过来，殷氏进了冷宫，看见姜王后在剜目，殷氏便去阻止姜王后，但姜王后已身亡，後來紂王封妲己為王后，姜王后死後，她的兩個兒子殷郊、殷洪被妲己冷眼排擠，便向紂王進讒言，將他們殺害。

## 影视作品
- 胡静 飾演 姜皇后《封神演義》
- 张咏棋 飾演 姜王后《封神英雄榜》
- 金巧巧 飾演 姜王后《封神榜之凤鸣岐山》
- 呂珊 飾演 麗萍/姜王后《封神榜》（TVB）
- 卢玲 飾 姜王后《封神榜》
- 楊青 飾 姜王后《封神榜》
- 丁國琳 飾演 姜王后/冰兒/白雪瓊《封神榜》
- 何佩瑜 饰演 姜皇后《封神：妲己》
- 袁泉 飾演 姜王后《封神第一部》